# تحريف (هندسة)

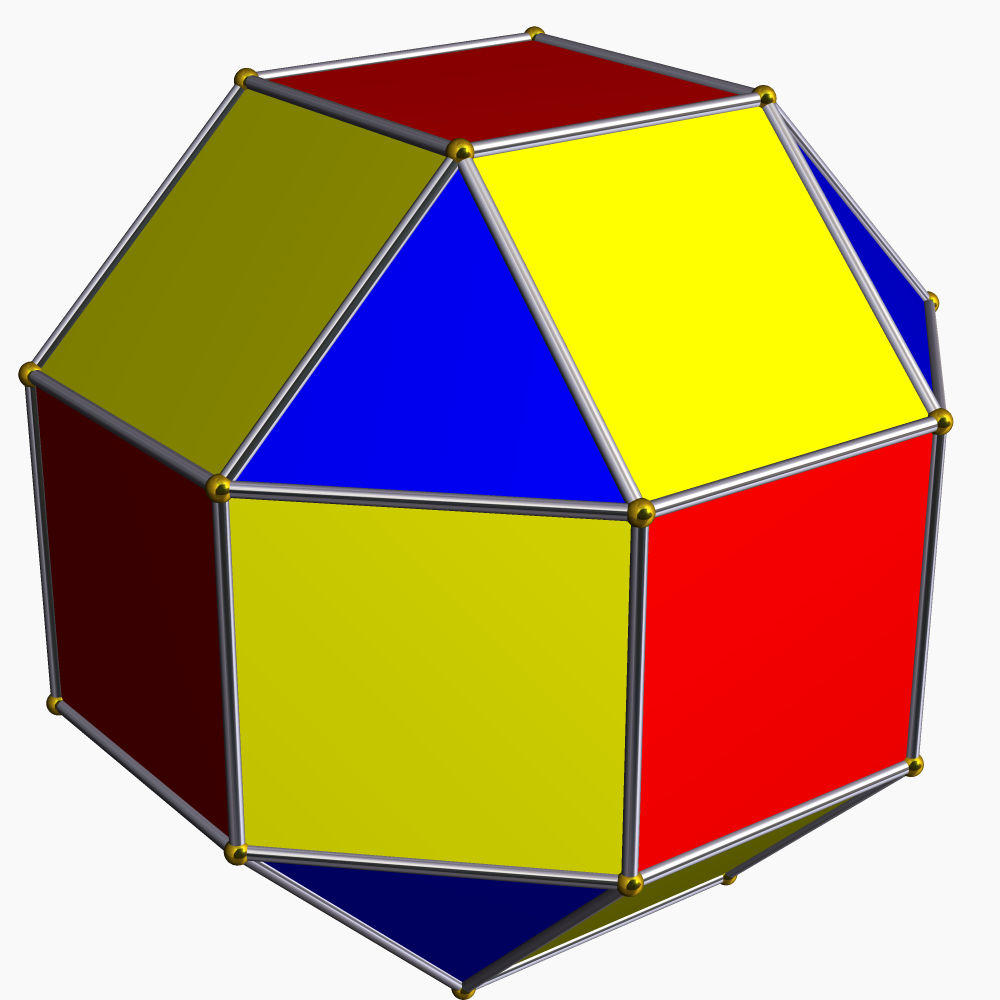
مكعب مُحرَّف - الوجوه الحمراء مُختزَلة. تُشطَف الحروف، مما يؤدي إلى تشكيل وجوه مربعة صفراء جديدة. تُبتَر الرؤوس لتكوين وجوه مثلثة زرقاء جديدة.

شهد مكعبي مُحرَّف - وفيه تكون المكعبات الأرجوانية مُحرَّفة. تُشطَف الحروف لتشكيل خلايا مكعبة زرقاء جديدة. تُبتَر الرؤوس لتشكيل خلايا مكعبة مُقوَّمة.

في الهندسة، التحريف (بالإنجليزية: Cantellation) هو بتر من المرتبة الثانية في أي بُعد يَشطف متعدد الأكناف المنتظم عند حروف وعند رؤوسه، مما يؤدي إلى إنشاء وجه جديد في مكان كل حرف وكل رأس. ينطبق التحريف أيضًا على البلاط المنتظم والشِّهاد. إن تحريف متعدد وجوه هو أيضًا تقويم لمُقوَّمِه.
أطلقت أليسيا بول ستوت على التحريف (لمتعددات الوجوه والبلاط) أيضًا اسم النشر: وهو يتوافق مع تحريك وجوه الشكل المنتظم بعيدًا عن المركز، وملء وجه جديد في الفجوة لكل حرف مفتوح ورأس مفتوحتين.

## التدوين
يُمثَّل متعدد أكناف مُحرَّف برمز شليفلي مُمَدَّد t0,2{p,q,...} أو r{\displaystyle {\begin{Bmatrix}p\\q\\...\end{Bmatrix}}} أو rr{p,q,...}.
بالنسبة لمتعددات الوجوه، توفر عملية التحريف متتاليةً مباشرةً بين متعدد وجوه منتظم وثنويه.
مثال1: متتالية التحريف بين المكعب وثماني الوجوه:
مثال2: ذو الوجوه المكعبي الثماني هو رباعي وجوه مُحرَّف.
بالنسبة لمتعددات الأكناف العالية الأبعاد، يوفر التحريف متتاليةً مباشرةً من متعدد أكناف منتظم إلى شكله ثنائي التقويم.

## أمثلة: تحريف متعددات الوجوه والبلاط
| الشكل                   | متعدد وجوه | متعدد وجوه         | متعدد وجوه                    | بلاط       | بلاط                  |
| كوكستر                  | rTT        | rCO                | rID                           | rQQ        | rHΔ                   |
| تدوين كونواي            | eT         | eC = eO            | eI = eD                       | eQ         | eH = eΔ               |
| ----------------------- | ---------- | ------------------ | ----------------------------- | ---------- | --------------------- |
| متعدد الوجوه الذي سيوسَّع | رباعي وجوه | مكعب أو ثماني وجوه | عشروني وجوه أو اثنا عشري وجوه | بلاط مربعي | بلاط مسدسي بلاط مثلثي |
| متعدد الوجوه الذي سيوسَّع |            |                    |                               |            |                       |
| صورة ثابتة              |            |                    |                               |            |                       |
| مُحرَّك                    |            |                    |                               |            |                       |

| كوكستر                  | rrt{2,3}                     | rrs{2,6}                                   | rrCO                                         | rrID                                            |
| تدوين كونواي            | eP3                          | eA4                                        | eaO = eaC                                    | eaI = eaD                                       |
| ----------------------- | ---------------------------- | ------------------------------------------ | -------------------------------------------- | ----------------------------------------------- |
| متعدد الوجوه الذي سيوسَّع | موشور مثلث أو هرم ثنائي مثلث | مضاد موشور مربع أو حدئي وجوه رباعي التناظر | ذو وجوه مكعبي ثماني أو اثنا عشري وجوه معينية | ذو وجوه اثنا عشري عشروني أو ثلاثوني وجوه معينية |
| متعدد الوجوه الذي سيوسَّع |                              |                                            |                                              |                                                 |
| صورة ثابتة              |                              |                                            |                                              |                                                 |
| مُحرَّك                    |                              |                                            |                                              |                                                 |

## للاستزادة
- Coxeter, H.S.M. Regular Polytopes[الإنجليزية], (3rd edition, 1973), Dover edition, (ردمك 0-486-61480-8) (pp.145-154 Chapter 8: Truncation, p 210 Expansion)
- Norman Johnson Uniform Polytopes, Manuscript (1991)
  - N.W. Johnson: The Theory of Uniform Polytopes and Honeycombs, Ph.D. Dissertation, University of Toronto, 1966

## روابط خارجية
- Weisstein, Eric W. "Expansion". MathWorld (بالإنجليزية).